# Tigrejščina
Tigréjščina je semitski jezik, ki ga govorijo v Eritreji. Jezik naj bi bil neposredni potomec izumrlega jezika giz. Jezika ne smemo zamenjevati z eritrejskim uradnim jezikom tigrajščino (tigrinjščino), jezikom Tigrejcev.